# Samvittighedens røst
Samvittighedens røst er en amerikansk stumfilm fra 1917 af Edwin Carewe.

## Medvirkende
- Francis X. Bushman som William Poatter / James Houston
- Beverly Bayne som Allane Houston
- Harry Northrup som Dick Liggett
- Maggie Breyer som Mrs. Wallace Houston
- Pauline Dempsey som Tante Jennie